# Magic Maze
Magic Maze er et samarbejdsorienteret brætspil af den danske spildesigner Kasper Lapp. Spillet er beregnet for en til syv spillere og oprindeligt udgivet i 2017 af det belgiske spilforlag Sit Down! Spillet går ud på, at spillerne skal stjæle fire genstande i et stormagasin. De skal samarbejde om opgaven, men må bortset fra særlige tidspunkter ikke snakke med hinanden eller gestikulere undervejs.

## Historie
Spillet Magic Maze er udviklet af Kasper Lapp og udgivet i februar 2017 af Sit Down! i en flersproget version til legetøjsmessen i Nürnberg som forlagets første kommercielle spil. Det er siden udkommet på en række forskellige sprog.

## Priser
I 2017 blev spillet nomineret til Årets spil i Tyskland sammen med Kingdomino og Wettlauf nach El Dorado. Spillet vandt innoSPIEL 2017 – uddelt af Friedhelm-Merz-Verlag.